# Zakarine
Zakarine (16 tháng 7 năm 1840 - 25 tháng 3 năm 1904) vương hiệu đầy đủ Samdach Brhat Chao Maha Sri Vitha Lan Xang Hom Khao Luang Prabang Parama Sidha Khattiya Suriya Varman Brhat Maha Sri Sakarindra, là một vua của Vương quốc Luang Phrabang, trị vì từ 15 tháng 12 năm 1895 đến 25 tháng 3 năm 1904.